# Kłokock (gmina)
Kłokock – dawna gmina wiejska istniejąca do 1954 roku w woj. warszawskim, pomorskim i bydgoskim. Nazwa gminy pochodzi od wsi Kłokock, lecz siedzibą władz gminy były Radomice.
W okresie międzywojennym gmina Kłokock należała do powiatu lipnowskiego w woj. warszawskim. 1 kwietnia 1938 roku gminę wraz z całym powiatem lipnowskim przeniesiono do woj. pomorskiego.
Po wojnie gmina weszła w skład terytorialnie zmienionego woj. pomorskiego, przemianowanego 6 lipca 1950 roku na woj. bydgoskie. Według stanu z 1 lipca 1952 roku gmina składała się z 12 gromad.
Gmina została zniesiona 29 września 1954 roku wraz z reformą wprowadzającą gromady w miejsce gmin. Jednostki nie przywrócono 1 stycznia 1973 roku po reaktywowaniu gmin, a jej obszar wszedł głównie w skład nowej gminy Lipno.